# 蘆竹湳 (苗栗縣)
蘆竹湳，是臺灣苗栗縣頭份市的一個傳統地域名稱，位於該市西部。相較於今日行政區，其範圍大致與蘆竹里相近。

## 歷史
台灣清治末期至日治初期，蘆竹湳地區為一街庄，稱為「蘆竹湳庄」，隸屬於竹南一堡。該庄西北與田藔庄為鄰，東北與頭份庄為鄰，東南邊及南邊隔中港溪分別與東興庄、尖山下庄為界，西邊為鹽館前庄。
1901年（日治明治三十四年）11月，全台廢縣廳改設二十廳，該庄隸屬於新竹廳。1909年（明治四十二年）10月，合併二十廳為十二廳，該庄隸屬不變。1920年（大正九年），廢十二廳改設五州二廳，該庄改制為「蘆竹湳」大字，隸屬於新竹州竹南郡頭分庄，大字下有「蘆竹湳」、「流水潭」小字名。1940年6月，頭分庄升格為頭分街。
戰後頭分街改制並改名為頭份鎮，隸屬於新竹縣，大字亦改制為里。1950年桃、竹、苗分治，頭份鎮改隸屬於苗栗縣。2015年10月，因人口超過10萬，頭份鎮升格為頭份市。

## 聚落
本地區發展較早的聚落有蘆竹湳、流水潭等，在日治期初期的官方地圖上已有記載。

## 交通
國道1號又稱「中山高速公路」，是台灣西部兩條縱向高速公路之一，大致以東北—西南走向轉北北東－南南西走向蜿蜒經過本地區東南部。境內未設交流道，北側最近的是縣道124甲線交會處的頭份交流道，南側最近的是省道台13線交會處的頭屋交流道，由此等進入可快速前往台灣西部各地。
省道台1線又稱「縱貫公路」，是台北至屏東楓港的傳統平面幹道，大致以北北東—南南西走向轉北北西—南南東走向蜿蜒經過本地區西部。由該道路向北北東轉東再轉東北可前往頭份市區、香山、新竹、竹北等地，向南南東轉西南可前往後龍、通霄、苑裡等地。
省道台13線是香山內湖至豐原的幹道，與省道台1線共線以北北東—南南西走向進入本地區，至蘆竹路口沿原方向獨行至離境。由該道路向北北東至自強路二段路口沿原方向獨行，可前往竹南、香山內湖並止於省道台1線路口；向南南西轉南南東可前往造橋赤崎仔、頭屋、苗栗、銅鑼等地。
省道台1己線為國道3號竹南交流道連絡道，其東側端點位於本地區西南部流水潭附近的省道台1線、台13線共線路口。由此向西北西出境後，轉西南西經過省道台13甲線路口，再轉西北西經過國道3號竹南交流道，最終止於省道台61線竹南交流道。